# دیوید پرکوفسکی
دیوید پرکوفسکی (به انگلیسی: David Perkowski) (زادهٔ ۲۳ ژوئیهٔ ۱۹۴۷) شناگر اهل ایالات متحده آمریکا است.